# LWL-Klinik Marsberg

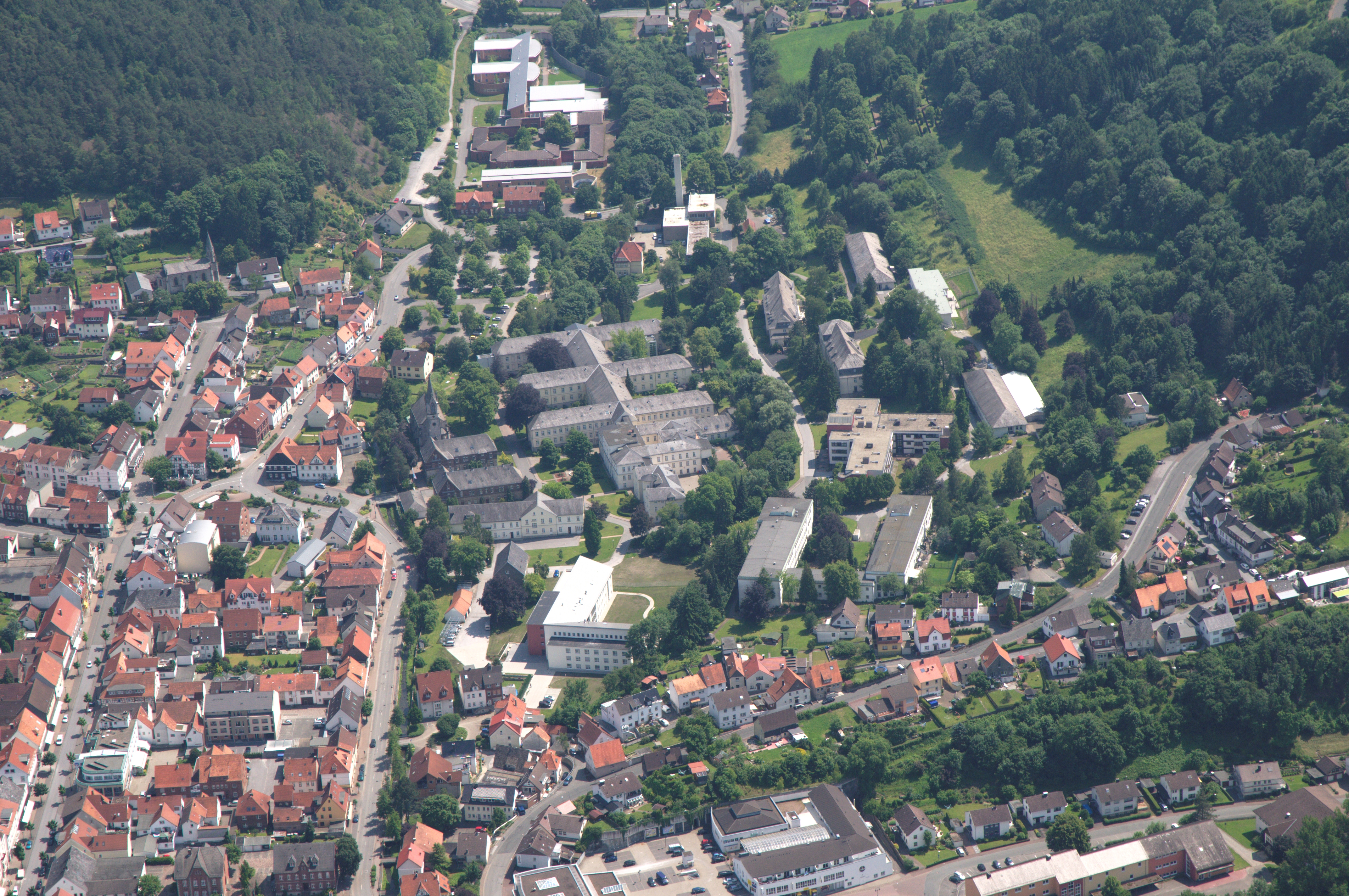
LWL-Klinik Marsberg aus der Luft

Die LWL-Klinik Marsberg (früher: Westfälische Klinik Marsberg) ist eine Einrichtung des Landschaftsverbandes Westfalen-Lippe für Psychotherapie, Psychiatrie und Rehabilitation. Sie geht auf das 1814 gegründete Landeshospital Marsberg zurück. 1816 wurde sie zur Provinzial-Irrenanstalt Westfalen. Daneben entstand ab 1881 das von einem Orden geführte St.-Johannes-Stift für Kinder- und Jugendpsychiatrie. Daraus ging die westfälische Kinder- und Jugendpsychiatrie und Psychotherapie hervor. Beide Einrichtungen fusionierten 1997 auf Verwaltungsebene zum Westfälischen Pflege- und Förderzentrum.

## Entwicklung im 19. Jahrhundert

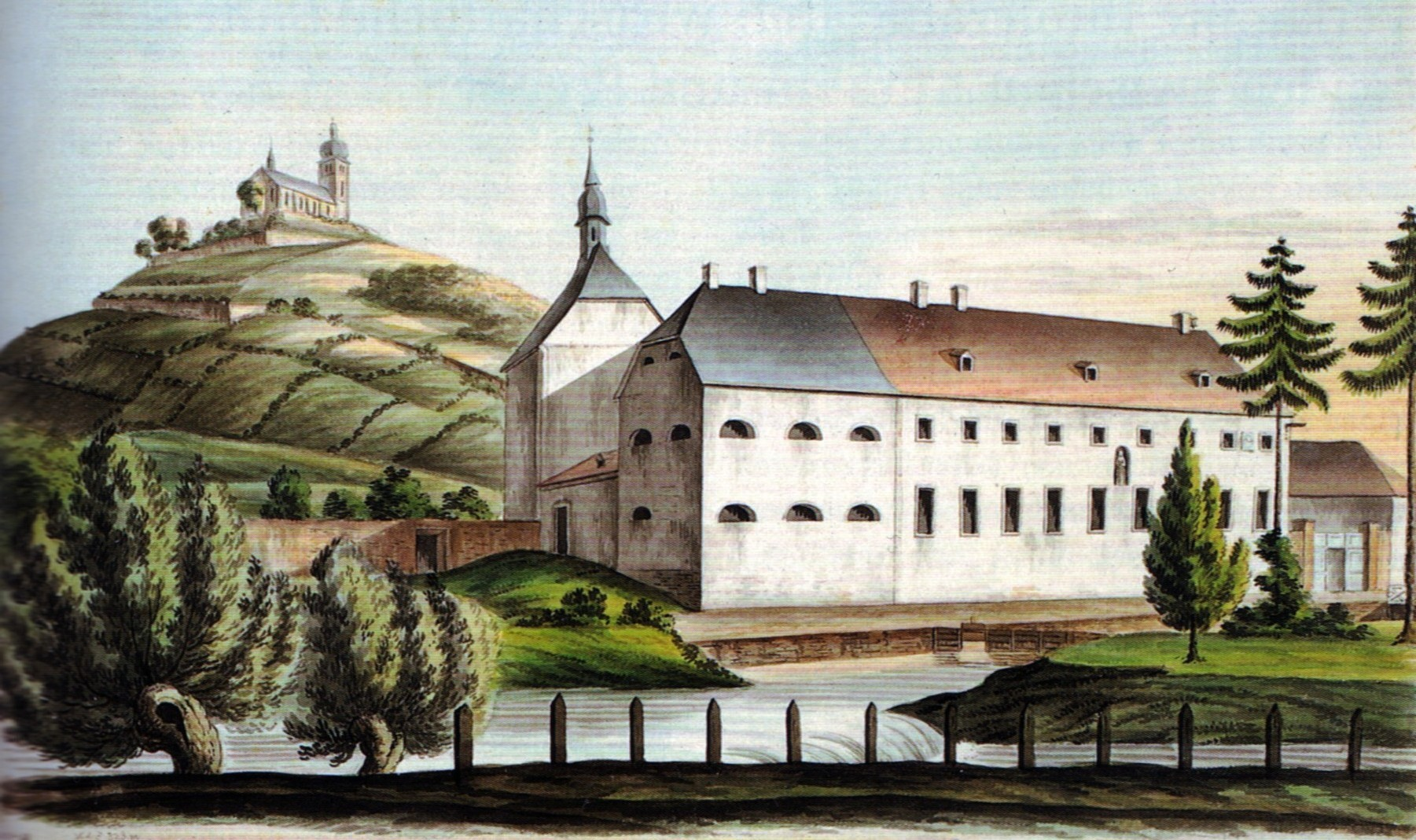
Das Irrenhaus zu Niedermarsberg, vormaliges Kapuzinerkloster. Aquarell von Alfred Yark um 1840

In Marsberg wurde 1744 als letzte Klostergründung im Herzogtum Westfalen vor der Säkularisation das Kapuzinerkloster Marsberg gegründet.
Nach dem Ende des Herzogtums Westfalen wurde die hessen-darmstädtische Verwaltung auf die unzureichende „Irrenfürsorge“ im neuen Landesteil aufmerksam. Im einige Jahre zuvor säkularisierten Kapuzinerkloster wurde daher 1814 das Landeshospital Marsberg eröffnet, das anfangs 17 Patienten beherbergte. In der ursprünglichen Dienstvorschrift war eine individuelle nicht auf Zwang basierende Behandlung vorgesehen. Für die Patienten wurde Arbeitstherapie in Werkstätten und Landwirtschaft sowie Freizeitgestaltung angeboten. Die Einrichtung war in Deutschland eine der ersten ihrer Art, die neben der bloßen Versorgung auch Heilzwecke verfolgte. Erster Leiter war Julius Wilhelm Ruer. Auf der Verwaltungsebene spielte Johannes Stoll eine wichtige Rolle.
Die Einrichtung wurde nach 1816 von der preußischen Verwaltung übernommen und als erste Provinzial-Irrenanstalt Westfalen weitergeführt. Bis auf den Chor wurde die Klosterkirche abgebrochen. Der Chor diente als Kapelle für die Anstalt und wurde in den 1860er Jahren abgebrochen. In den 1870er Jahren wurden auch die übrigen Klostergebäude zu Gunsten von Neubauten abgerissen.
Im Jahr 1835 wurde die Einrichtung in „Heilanstalt“ umbenannt. 1859 erschien der erste Jahrgang der Zeitschrift „Der Irrenfreund“, herausgegeben von Friedrich Koster, Direktor der Anstalt. In den folgenden Jahren stieg die Zahl der Patienten stark an. Daher wurde 1839 das Gebäude des ehemaligen Benediktinerstifts in Obermarsberg angepachtet. Obwohl die Einrichtung bereits in der Jahrhundertmitte überbelegt war, konnten Erweiterungen erst in den 1860er Jahren erfolgen. Im Jahr 1872 wurde eine eigene Anstaltskirche eingeweiht.

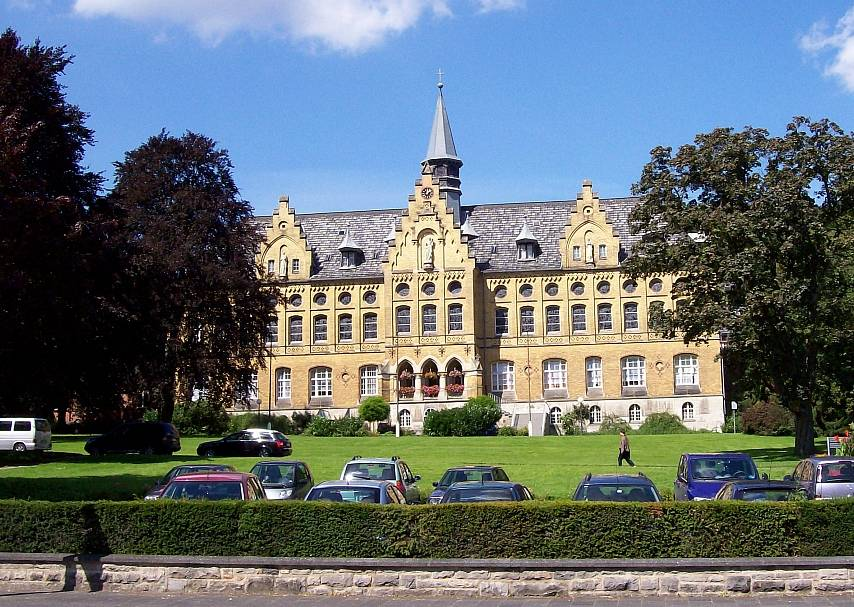
Hauptgebäude des St.-Johannes-Stifts

Zur Behandlung von Kindern und Jugendlichen wurde 1881 das St.-Johannes-Stift, getragen durch den Vorläufer des heutigen Landschaftsverbandes Westfalen-Lippe (LWL). Schwestern der Genossenschaft der Barmherzigen Schwestern vom hl. Vincenz von Paul aus Paderborn über nahmen die Betreuung und Pflege der Patienten und die hauswirtschaftliche Leitung des Hauses. Bereits etwa zehn Jahre später waren dort 284 Patienten untergebracht. In den folgenden Jahren wurden Schulen für Mädchen und Jungen, ein Wirtschaftsgebäude sowie ein neues Haupthaus und weitere Gebäude errichtet.
Zeitweise unterbrochen durch den Ersten Weltkrieg und die Nachkriegszeit folgten in den 1920er-Jahren weitere Erweiterungsbauten.

## Zeit des Nationalsozialismus
In der Zeit des Nationalsozialismus wurde Marsberg zu einem Tatort des Euthanasieprogramms. Das St.-Johannes-Stift wurde eine „Kinderfachabteilung“ des „Reichsausschusses zur wissenschaftlichen Erfassung erb- und anlagebedingter schwerer Leiden.“ In den folgenden Monaten wurden dort etwa 50 Kinder und Jugendliche getötet. Wegen Unruhe in der Bevölkerung wurde 1941 die „Fachabteilung“ geschlossen. Die Abteilung wurde in die Klinik in Aplerbeck verlegt.
Während des Zweiten Weltkrieges diente das St.-Johannes-Stift als Lazarett, außerdem hatte es die Patienten aus der von Bomben zerstörten Anstalt in Münster aufzunehmen.

## Nachkriegszeit und Missbrauchsvorwürfe
Seit 1948 befinden sich die Heilanstalt sowie das St.-Johannes-Stift in der Trägerschaft des Landschaftsverbandes Westfalen-Lippe. Auch nach dem Ende des Euthanasieprogramms gab es in der Kinderklinik noch lange erhebliche Defizite in Hinblick auf Betreuung und Pädagogik.
Die Zahl der Plätze betrug in beiden Einrichtungen zusammen in den Nachkriegsjahren etwa 1000. Im Jahr 1971/72 hatte allein die Teilklinik für Erwachsene am Markt 1300 Patienten.
Wie der WDR in seinem Fernsehmagazin Westpol am 24. März 2013 berichtete, wurden junge Patienten im St.-Johannes-Stift offenbar Opfer von Gewalt und sexuellem Missbrauch. Kinder seien tagelang in Isolationszellen eingesperrt, mit Beruhigungsmitteln ruhiggestellt und/oder mit Fäusten oder schweren Gegenständen traktiert worden. Aber es gab keine gerichtsverwertbaren Beweise. Anfang der siebziger Jahre erfuhr der damals neue Schulleiter von den Vorwürfen und wandte sich an den damaligen nordrhein-westfälischen Ministerpräsidenten Heinz Kühn. Der Schulleiter listete auf, dass Kinder zur Strafe die ganze Nacht lang im Bett fixiert oder in eiskaltes Wasser getaucht worden seien, bis sie fast ertranken. Obwohl die Staatsanwaltschaft ermittelte, kam es zu keinen Anklagen. Es wird angenommen, dass die Heiminsassen von Pflegern massiv unter Druck gesetzt wurden und darum ihre Aussagen zurückzogen. Nach Bekanntwerden der Vorwürfe bot die Generaloberin Gespräche mit den Betroffenen an, die Trägerschaft des Krankenhauses entschuldigte sich bei den damaligen Opfern.
(siehe auch Sexueller Missbrauch in der römisch-katholischen Kirche)

## Psychiatriereform und neuere Entwicklung
In den folgenden Jahrzehnten kam es zu umfangreichen Baumaßnahmen. Durch die Reformen in der Psychiatrie kam es seit den 1970er Jahren zu tief greifenden Umstrukturierungen. Dazu gehörte, dass zwischen 1976 und 1980 die Vinzentinerinnen die Kliniken verließen. Die Zahl der Patienten ging zurück. Dagegen wurden zahlreiche neue Gebäude errichtet und Abteilungen eröffnet.
Seit den 1980er Jahren wurden sowohl in der Jugend- wie in der Erwachsenenpsychiatrie Mahnmale für die Opfer der Euthanasie eingerichtet. Für die getöteten Kinder wurde 2004 ein Mahnmal am Anstaltsfriedhof an der Bredelarer Straße errichtet. Damit verbunden ist ein kontinuierliches Projekt für die heutigen Patienten der Klinik. In diesem Rahmen organisieren Künstler jährlich Workshops. Getragen wird dieses Engagement durch den Verein Kunst in der Klinik e. V.
Zum 1. Januar 1997 wurden mit der Gründung des Westfälischen Pflege- und Förderzentrums die Verwaltungs- und Wirtschaftseinrichtungen der Westfälischen Klinik für Psychiatrie und Psychotherapie und der Westfälischen Kinder- und Jugendpsychiatrie und Psychotherapie zusammengeführt. Im Jahr 1998 wurde eine neue Abteilung für den Maßregelvollzug eingerichtet. Das Therapiezentrum „Bilstein“ dient zur Behandlung suchtkranker Rechtsbrecher.
Die psychiatrischen Kliniken sind der größte Arbeitgeber in Marsberg. Tageskliniken und Ambulanzen gibt es in Marsberg, Bad Fredeburg, Paderborn und Höxter.